# Idaea ludovicaria
Idaea ludovicaria är en fjärilsart som beskrevs av Culot 1918. Idaea ludovicaria ingår i släktet Idaea och familjen mätare. Inga underarter finns listade i Catalogue of Life.